# البیره
البیره (به عربی: البيرة) مرکز استان رام‌الله و البیره از توابع کرانه باختری است که در کشور فلسطین قرار دارد.